# Black (Dierks Bentley)
Black è l'ottavo album in studio del cantante statunitense Dierks Bentley, pubblicato nel 2016.

## Tracce
1. Black – 3:30
2. Pick Up – 3:34
3. I'll Be the Moon (featuring Maren Morris) – 3:30
4. What the Hell Did I Say – 3:27
5. Somewhere on a Beach – 3:17
6. Freedom – 3:36
7. Why Do I Feel – 3:59
8. Roses and a Time Machine – 3:39
9. All the Way to Me – 3:39
10. Different for Girls (featuring Elle King) – 3:00
11. Mardi Gras (featuring Trombone Shorty) – 3:50
12. Light It Up – 3:36
13. Can't Be Replaced – 5:38